# Блиц (бомбардировка)
«Блиц» (англ. the Blitz; в некоторых источниках также встречаются названия «Лондонский блиц» и «Большой блиц») — бомбардировка Великобритании авиацией гитлеровской Германии в период с 7 сентября 1940 по 10 мая 1941 года, часть Битвы за Британию. Хотя «Блиц» был направлен на многие города по всей стране, он начался с бомбардировки Лондона в течение 57 ночей подряд. К концу мая 1941 года более 40 тысяч мирных жителей, половина из них в Лондоне, были убиты в результате бомбардировок. Большое количество домов в Лондоне было разрушено или повреждено.
Целью Гитлера было уничтожение промышленности и выведение Великобритании из войны, поэтому помимо Лондона бомбардировке подверглись также такие важные военные и промышленные центры, как Белфаст, Бирмингем, Бристоль, Кардифф, Клайдбанк, Ковентри, Эксетер, Гринок, Шеффилд, Суонси, Ливерпуль, Кингстон-апон-Халл, Манчестер, Портсмут, Плимут, Ноттингем, Брайтон, Истборн, Сандерленд и Саутгемптон.

## Предпосылки

### Люфтваффе и стратегические бомбардировки
В 1920-х и 1930-х годах военные теоретики Джулио Дуэ и Билли Митчелл поддержали идею того, что, имея мощные военно-воздушные силы, можно выиграть войну, не ведя боевые действия на суше или на море. Считалось, что невозможно защититься от воздушного нападения, в особенности ночью. Атакующие могли уничтожить военные заводы, штабы и центры связи, фактически уничтожив все средства к сопротивлению. Считалось также, что бомбардировка жилых районов поможет сломить волю мирных граждан, что приведёт к краху производства и общественной жизни. Особенно уязвимыми в этом смысле были демократические государства, где население могло открыто выражать недовольство правительством. В период между двумя мировыми войнами подобное мышление распространилось в ВВС Великобритании и США. В частности, ВВС Великобритании пытались добиться победы, разрушая заводы, центры связи и гражданский дух.
В Люфтваффе более сдержанно относились к стратегическим бомбардировкам. Верховное командование Люфтваффе не выступало против бомбардировок городов и заводов противников и полагало, что это может существенно изменить баланс сил в сторону Германии, так как препятствовало производству и разрушало гражданское общество; однако военачальники не считали, что военно-воздушные силы могут сами по себе иметь решающее воздействие на исход войны. Вопреки распространённому мнению, в Люфтваффе не придерживались так называемой политики «воздушного террора» и до 1942 года не принимали политику бомбардировки, в которой главной целью были бы мирные граждане.
Жизненно важные производства и транспортные центры, которые нужно было обезвредить, были военными целями. Можно утверждать, что гражданские лица не должны были подвергаться нападению напрямую, но нарушение производства должно было повлиять на их моральный дух и волю к борьбе. Немецкие правоведы 1930-х годов тщательно разработали принципы, устанавливающие, какие типы бомбардировок соответствовали бы международному праву. Прямые нападения на гражданских лиц рассматривались как «воздушный террор», но атака важных военно-промышленных заводов, что могло повлечь жертвы среди гражданского населения, считалась приемлемой.
После прихода к власти национал-социалистов и до 1939 года в немецком военном командовании бушевали дискуссии о роли стратегических бомбардировок. Некоторые призывали бомбардировать линии обороны англичан и американцев. Вальтер Вефер — первый начальник Генерального штаба Люфтваффе — поддерживал проведение стратегических бомбардировок и строительство машин для этих целей, он подчёркивал важность авиации. Вефер обозначил пять ключевых целей применения военно-воздушных сил:

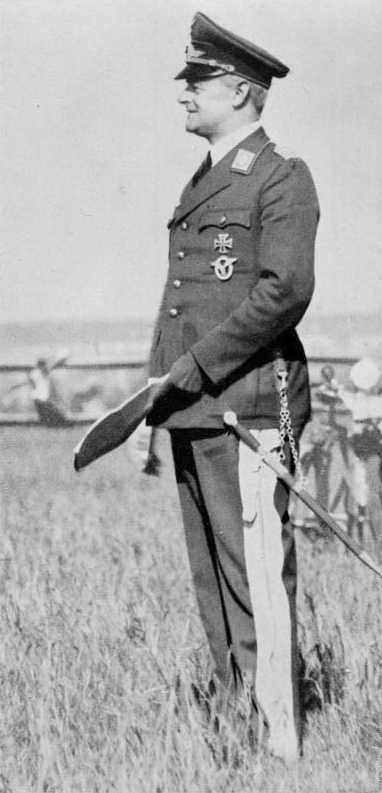
Вальтер Вефер

1. Уничтожить военно-воздушные силы противника путём нападения на его базы и авиазаводы и победить военно-воздушные силы всех врагов рейха.
2. Предотвратить передвижение крупных сухопутных войск противника путём уничтожения железных и автомобильных дорог, в частности мостов и туннелей, которые необходимы для передвижения и поставки сил.
3. Поддержать операции сухопутной армии, независимой от железных дорог, то есть бронетанковых войск и моторизованных сил путём препятствования продвижению противника и непосредственного участия в наземных операциях
4. Поддержать морские операции путём нападения на военно-морские базы противника, защиты военно-морских баз Германии и непосредственного участия в морских сражениях
5. Парализовать вооружённые силы противника, остановив производство на военных предприятиях.
Вефер утверждал, что Генеральный штаб Люфтваффе должен разбираться не только в вопросах стратегии и проведения операций. Он утверждал, что следует также не забывать об общей стратегии, военной экономике, военном производстве и изучении противника. Идеи Вефера не были реализованы; генштаб Люфтваффе отодвинул предлагаемые им дисциплины на второй план, и внимание уделялось тактике, технике и планированию операций.
Вефер погиб в авиакатастрофе в 1936 году. Неприведение в жизнь его идей по большей части объясняется действиями его преемников. Как правило считается, что ветераны сухопутных сил Альберт Кессельринг и Ганс-Юрген Штумпф отвернулись от стратегического планирования и переключили силы Люфтваффе на непосредственную поддержку сухопутных войск. Однако можно считать, что более всего на это решение повлияли Хуго Шперле и Ганс Ешоннек. Эти люди были опытными лётчиками, служившими в военно-воздушных силах с самого начала своей карьеры. Люфтваффе изменили своей первоначальной миссии; вместо проведения самостоятельных операций авиация чаще действовала совместно с другими видами войск.

### Гитлер, Геринг и военно-воздушные силы

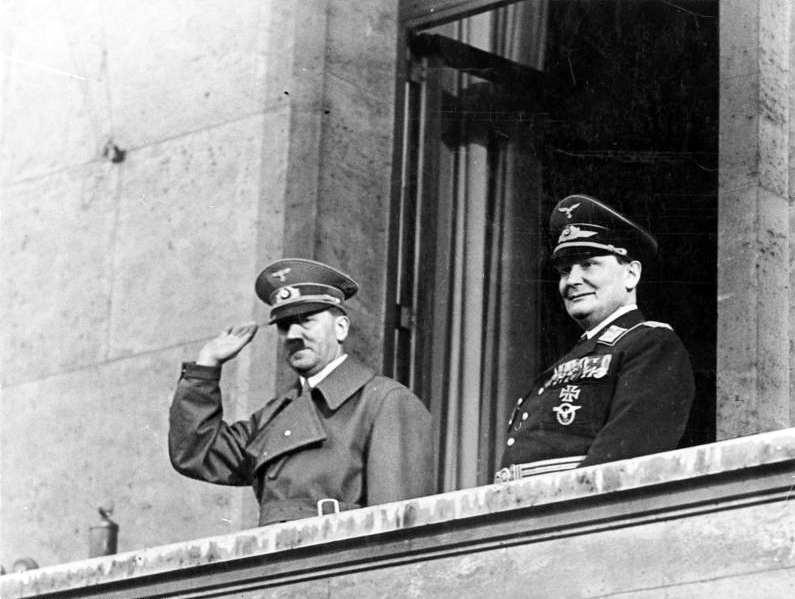
Гитлер и Геринг, март 1938 года

В 1930-х годах Гитлеру не удалось уделять столько же внимания стратегии бомбардировок противника, сколько он уделял защите от вражеских бомбардировок, хотя он способствовал развитию авиации и понимал, что можно использовать бомбардировщики для стратегических целей. В 1939 году он заявил штабу, что безжалостные атаки люфтваффе против британской воли могут и должны проводиться в подходящий момент. Однако он быстро стал ярым скептиком в отношении стратегических бомбардировок, особенно после результатов «Блица». Он часто жаловался на неспособность люфтваффе достаточно эффективно повредить военную промышленность, сказав: «Воздушные налёты не могут эффективно помешать военной промышленности … часто запланированные цели не атакуются».
Планируя военные кампании, Гитлер не настаивал на планировании люфтваффе стратегических бомбардировок, и даже никогда не давал штабу конкретных указаний на необходимость подготовки к войне с Британией или СССР. Минимальной была и подготовка людей, способных проводить такие тактические операции, а Гитлер как верховный главнокомандующий не настаивал на подобной подготовке.
В конце концов, Гитлер оказался в ловушке своего собственного видения бомбардировки как средства террора, сформировавшегося в 1930-х годах, когда он угрожал малым нациям проведением бомбардировок, если те не признают господство и верховенство Германии. Этот факт имел важные последствия, он доказывает, что Гитлер принял стратегию бомбардировок как средство разрушения морали общества, а не как средство ведения экономической войны с разрушением морали только в дополнение. Гитлера привлекали политические аспекты бомбардировки. По результатам 1930-х годов он ожидал, что угроза возмездия со стороны Германии убедит его противников не проводить политику неограниченных бомбардировок Рейха. Он надеялся, опираясь на политический престиж Германии, что немецкое население будет защищено от бомбардировок. Когда же это не оправдалось, боясь не удержать за собой власть, Гитлер начал проводить политику воздушного террора против Британии, с целью получения такой ситуации, в которой обе стороны прекратили бы использовать военно-воздушные силы.

### Реакция Великобритании
В ожидании налётов 1 сентября 1939 года в Великобритании была объявлена светомаскировка. Британская пропаганда также рекомендовала владельцам домашних животных умертвить их во избежание голода. В тот период было убито более 750 000 собак и кошек. Многие владельцы домашних животных, после преодоления страха перед бомбёжками и нехваткой еды, сожалели об убийстве своих питомцев и обвиняли британское правительство в том, что оно спровоцировало эту истерию.

## Бомбардировки
В ночь на 25 августа 1940 года десять немецких самолётов, сбившись с курса, по ошибке сбросили бомбы на окраину Лондона. В ответ на это в ночь с 25 на 26 августа 1940 года британская авиация бомбила Берлин. До 7 сентября было произведено семь налётов на немецкую столицу.
«Блиц» на Лондон был объявлен актом возмездия за налёты на Берлин. Он начался в ночь с 6 на 7 сентября 1940 г. и налёты продолжались непрерывно до 13 ноября 1940 г. силами от 100 до 150 средних бомбардировщиков.

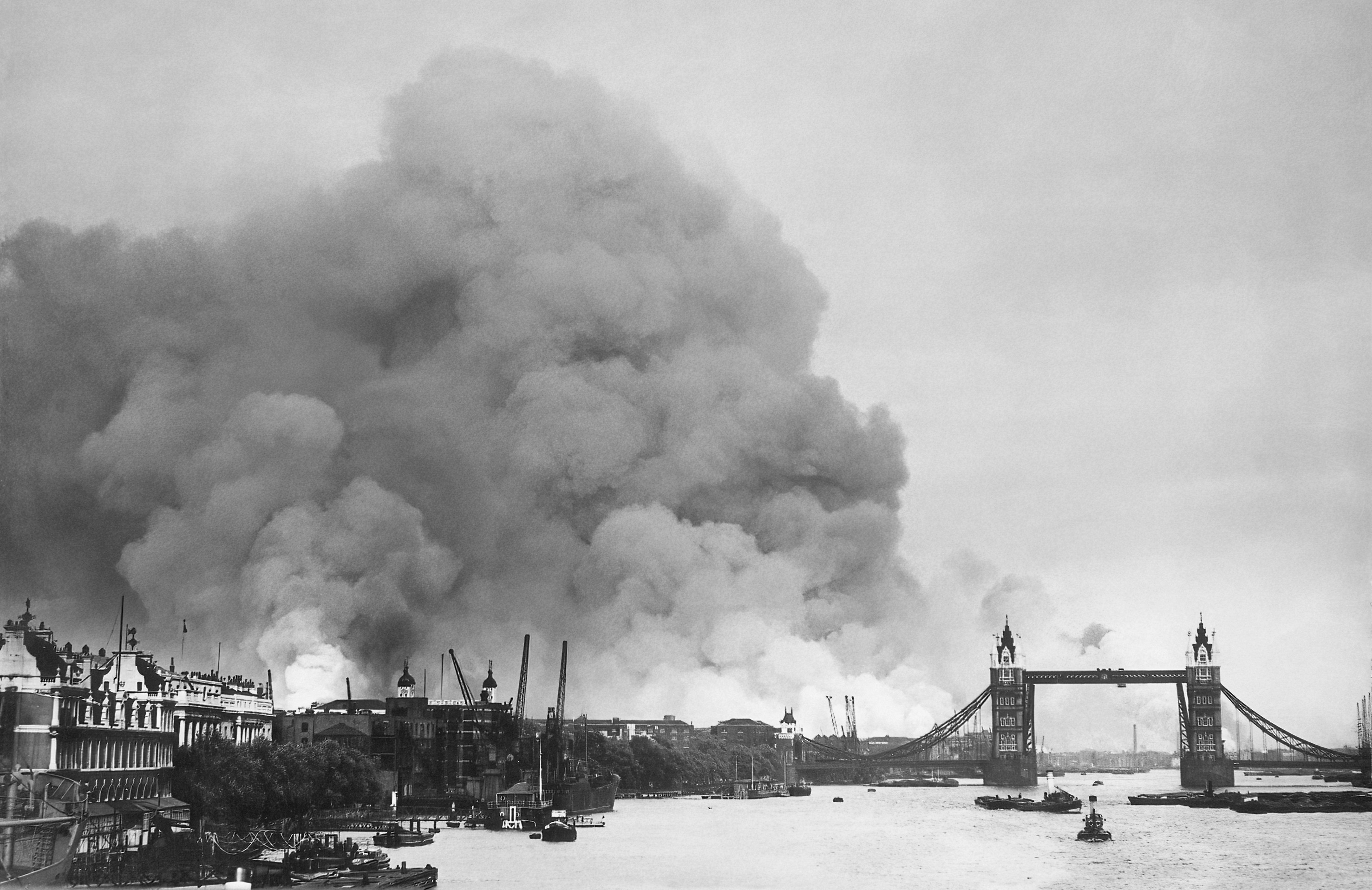
После налёта 7 сентября 1940 года горят доки лондонского порта.

Самая масштабная бомбардировка Лондона произошла 7 сентября, когда более 300 бомбардировщиков атаковало вечером и ещё 250 — ночью. К утру 8 сентября 430 жителей Лондона было убито, а люфтваффе выпустило пресс-релиз, в котором заявило, что свыше тысячи тонн бомб было сброшено на Лондон в течение 24 часов. Всего в сентябре 1940 года на Южную Англию было сброшено 7320 тонн бомб, в том числе 6224 тонны было сброшено на Лондон.
29 декабря произошел самый массированный налёт на район лондонского Сити. Множество зданий было разрушено, пострадал собор Св. Павла. В эту ночь погибли около 8 тысяч лондонцев.
10 мая 1941 года Лондон подвергся последнему мощному авианалёту. Возникли 2000 пожаров, и были разрушены 150 водопроводных магистралей. Были сильно повреждены пять доков, 3000 человек погибли и были ранены. В ходе этого налёта было сильно повреждено здание парламента.
Всего в ходе Лондонского блица более 43 тыс. человек погибли и около 1,4 млн человек лишились жилья.
Основной удар пришёлся на восток столицы, Ист-Энд, где были расположены основные заводы и портовые доки. Кроме того, в Берлине рассчитывали, что бомбардировками Ист-Энда, небогатых пролетарских районов, удастся внести раскол в английское общество.
Бомбы большого калибра наносили существенный ущерб дамбам и другим гидротехническим сооружениям, ограждающим Темзу. Было отмечено более ста значительных повреждений, грозивших затоплением низменных частей Лондона. Для предотвращения катастрофы городские коммунальные службы вели регулярные восстановительные работы. Во избежание паники среди населения работы проводились в режиме строгой секретности. За успешное руководство работами инженер Пирсон Франк был удостоен звания рыцаря.
Значительную роль в противодействии дальнейшим ударам с воздуха впервые сыграла радиоэлектронная борьба. Германские лётчики для нанесения точного удара ночью, в условиях полной светомаскировки, ориентировались по радиосигналам со стационарных радиомаяков на территории оккупированной Франции; англичане научились давать ложный сигнал, вынуждавший немцев сбрасывать бомбы в ложном месте, либо ориентироваться без использования своей (якобы, сбоящей) аппаратуры. Для получения информации о радиоаппаратуре немецких радиомаяков были предприняты диверсии на побережье, образцы захваченного оборудования вывозились в Англию для исследования.

## Гражданская оборона

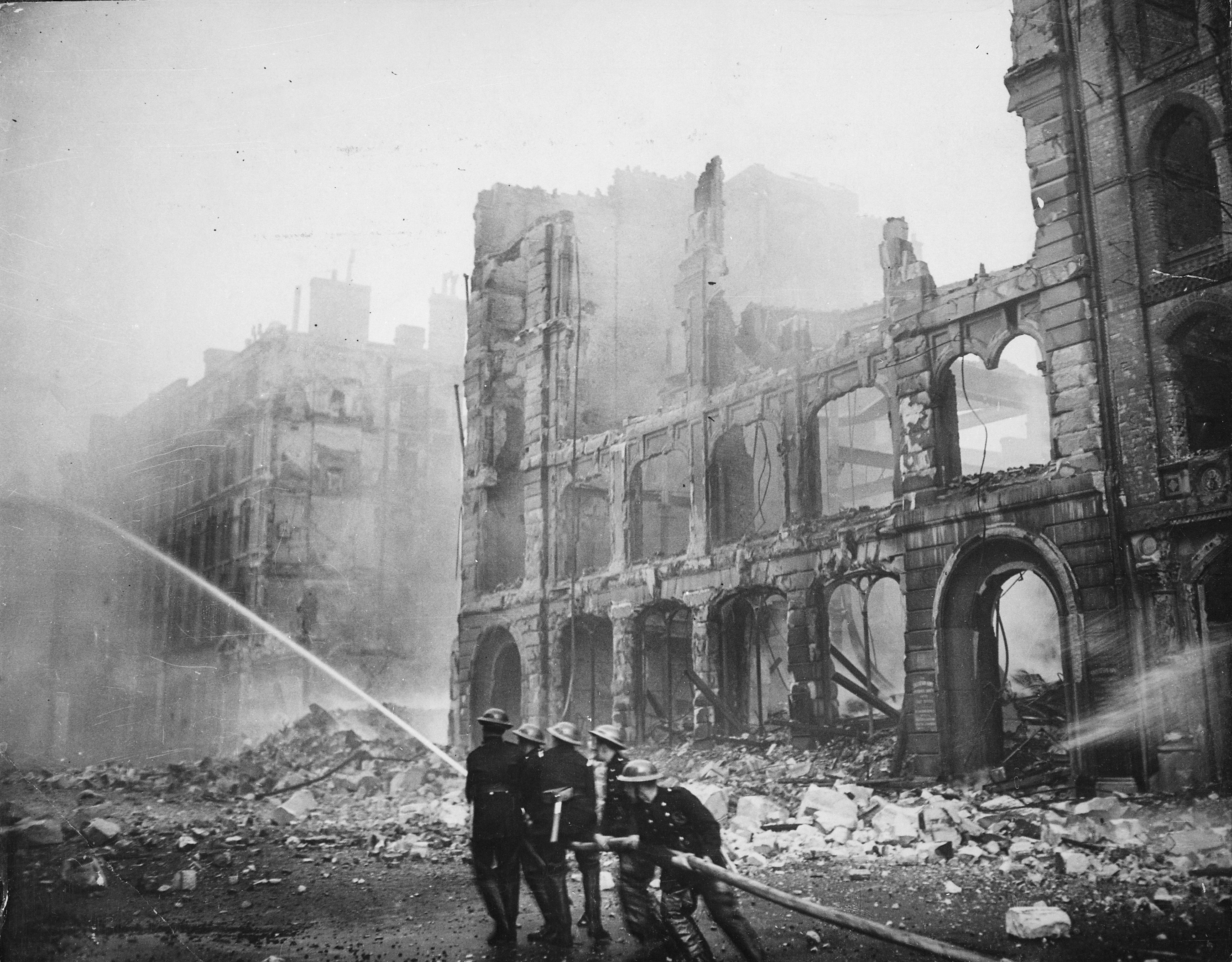
Тушение пожара во время бомбардировки Лондона

Ещё в 1938 году лондонцев начали обучать тому, как вести себя при налетах. Станции метро, подвалы церквей были обустроены под бомбоубежища.
К началу лета 1940 года британские власти приняли решение об эвакуации детей из больших городов как потенциальных целей для бомбардировок в сельскую местность. За полтора года из городов было вывезено два миллиона детей. Детей лондонцев селили в поместьях, загородных домах, санаториях. Многие из них оставались вдали от Лондона всю войну.
Во время авианалётов на Лондон свыше 100 зажигательных авиабомб упало на территорию посольства СССР в Великобритании. Из числа сотрудников и персонала посольства были сформированы две дружины ПВО (по 25—30 человек в каждой), которые спасали здания посольства от пожаров и ликвидировали разрушения и повреждения.

## Упоминания в литературе
- Действия романа Грэма Грина «Ведомство страха» происходят в Лондоне во время бомбардировки Великобритании.
- Главные герои повести Клайва Льюиса «Лев, колдунья и платяной шкаф» — оказываются эвакуированными в сельскую местность из Лондона, чтобы избежать бомбардировок.